# William Beresford (1er baron Decies)
William Beresford (16 avril 1743 - 6 septembre 1819) est un membre du clergé anglo-irlandais.

## Biographie
Il est le troisième fils de Marcus Beresford (1er comte de Tyrone) et de Catherine Poer, 1re baronne de la Poer. George Beresford (1er marquis de Waterford), est son frère aîné. Il est évêque de Dromore de 1780 à 1782, évêque d'Ossory de 1782 à 1794 et archevêque de Tuam de 1794 jusqu'à sa mort en 1819. Il est admis au Conseil privé d'Irlande en 1794 et en 1812, il est élevé à la Pairie d'Irlande en tant que baron Decies, de Decies dans le comté de Waterford.
Lord Decies se marie le 16 juin 1763 avec Elizabeth FitzGibbon (1732-1807), fille de John FitzGibbon et de son épouse Isabella Grove. Ils ont huit enfants, trois fils et cinq filles:
- Marcus Beresford (1764-1803)
- John Beresford, 2e baron Decies (1773–1855)
- George Beresford, épouse Susannah Gorges le 21 mai 1798
- William Beresford (20 novembre 1780 - 27 juin 1830), épouse lady Anna Bennet, fille de Charles Bennet (4e comte de Tankerville)
- Catherine Eleanor Beresford, mariée au révérend William Armstrong le 11 novembre 1789
- Araminta Anne Beresford (décédée le 26 septembre 1816), mariée au très révérend Arthur John Preston le 26 mai 1794
- Harriet Beresford, épouse Thomas Henry Bermingham Daly Sewell le 25 janvier 1796
- Frances Beresford, épouse le colonel Thomas Burrowes le 14 janvier 1797
- Louisa de la Poer Beresford, épouse Thomas Hope et est la mère d'Henry Thomas Hope et d'Alexander Beresford Hope, puis se remarie à son cousin William Carr Beresford, 1er vicomte Beresford.

Il est décédé en septembre 1819, à l'âge de 76 ans, et son fils survivant, John, lui succède dans la baronnie. son fils aîné Marcus Beresford est décédé en 1803